# Diócesis de Zhengzhou
La diócesis de Zhengzhou o de Chengchow (en latín: Dioecesis Cemceuvensis y en chino: 天主教郑州教区) es una circunscripción eclesiástica de la Iglesia católica en China. Se trata de una diócesis latina, sufragánea de la arquidiócesis de Kaifeng. Desde el 16 de diciembre de 2023 su obispo es Taddeo Wang Yuesheng, aunque para el Anuario Pontificio es sede vacante desde 1983.

## Territorio y organización
La diócesis tiene 18 000 km² y extiende su jurisdicción sobre los fieles católicos de rito latino residentes en la parte occidental de la provincia de Henan.
La sede de la diócesis se encuentra en la ciudad prefectura de Zhengzhou, en donde se halla la Catedral de Nuestra Señora de Lourdes.
En 1950 en la diócesis existían 18 parroquias.

## Historia
La prefectura apostólica de Honan Occidental fue erigida el 15 de mayo de 1906, obteniendo el territorio del vicariato apostólico de Honan Meridional (hoy diócesis de Nanyang), y fue confiada por la Congregación para la Propagación de la Fe a los padres javerianos de Parma.
El 2 de mayo de 1911, en virtud del breve Cum summa del papa Pío X la prefectura apostólica fue elevada al rango de vicariato apostólico. Su liderazgo estuvo a cargo del javeriano Luigi Calza, quien fue el primer religioso de su congregación en ser elevado al episcopado.
El 3 de diciembre de 1924 cambió su nombre por el de vicariato apostólico de Chengchow (Zhengzhou) en virtud del decreto Vicarii et Praefecti de la Congregación de Propaganda Fide.
El 25 de mayo de 1929 cedió una porción de su territorio para la erección de la prefectura apostólica de Luoyang (hoy diócesis de Luoyang) mediante el breve Nobis ex alto del papa Pío XI.
El 11 de abril de 1946 el vicariato apostólico fue elevado a diócesis con la bula Quotidie Nos del papa Pío XII.
El 22 de octubre de 1948 el Partido Comunista de China capturó Zhengzhou, se impuso en la guerra civil y proclamó la República Popular China el 1 de octubre de 1949. El 4 de septiembre de 1951 China comunista expulsó al nuncio apostólico Antonio Riberi y la Santa Sede continuó reconociendo a la República de China en Taiwán como el legítimo gobierno chino. Todos los misioneros extranjeros fueron expulsados de China comunista en 1952, entre ellos el obispo Faustino M. Tissot.
La Asociación Patriótica Católica China fue creada con el apoyo de la Oficina de Asuntos Religiosos de la República Popular de China en 1957, con el objetivo de controlar las actividades de los católicos en China. Su nombre público es Iglesia católica china y es referida como la "Iglesia oficial" en contraposición a la "Iglesia subterránea" o "Iglesia clandestina" leal a la Santa Sede.
En el período de 1966 a 1976 la Revolución Cultural se ensañó especialmente contra la religión, destruyéndose numerosas iglesias y cesaron todas las actividades religiosas en la diócesis. La diócesis reasumió sus actividades en la década de 1980.
El 22 de septiembre de 2018 se firmó en Pekín el Acuerdo provisional entre la Santa Sede y la República Popular de China sobre el nombramiento de los obispos. El 22 de octubre de 2020 el acuerdo fue prorrogado por otros dos años y en octubre de 2022 por otros dos años más.
Debido a la situación particular de la Iglesia católica en China, la Santa Sede no nombra obispos para las diócesis chinas, que son sedes oficialmente vacantes incluso en presencia de obispos reconocidos por Roma.

## Estadísticas
Según el Anuario Pontificio 2002 la diócesis tenía a fines de 1950 un total de 20 514 fieles bautizados.
| Año                                                                             | Población            | Población | Población      | Sacerdotes | Sacerdotes    | Sacerdotes    | Bautizados por sacerdote | Diáconos permanentes | Religiosos | Religiosos | Parroquias |
| Año                                                                             | Bautizados católicos | Total     | % de católicos | Total      | Clero secular | Clero regular | Bautizados por sacerdote | Diáconos permanentes | Varones    | Mujeres    | Parroquias |
| ------------------------------------------------------------------------------- | -------------------- | --------- | -------------- | ---------- | ------------- | ------------- | ------------------------ | -------------------- | ---------- | ---------- | ---------- |
| 1950                                                                            | 20 514               | 4 000     | 0.5            | 24         | 13            | 11            | 854                      |                      | 1          | 62         | 18         |
| Fuente: Catholic-Hierarchy, que a su vez toma los datos del Anuario Pontificio. |                      |           |                |            |               |               |                          |                      |            |            |            |

## Episcopologio
- Luigi Calza, S.X. † (21 junio de 1906-22 de octubre de 1944 falleció)
- Faustino M. Tissot, S.X. † (10 de mayo de 1946-1983 retirado)
  - Sede vacante (1983-2023)
- Taddeo Wang Yuesheng, desde el 16 diciembre de 2023[10]